# تومي ريان
تومي ريان (بالإنجليزية: Tommy Ryan)‏ مواليد 31 مارس 1870 في سيكوياوات، نيويورك - الوفاة 3 أغسطس 1948، كان ملاكم كندي سابق صنّف ضمن فئة الوزن المتوسط.

## إحصائيات
خاض خلال مسيرته 109 نزالا، فاز في 90 وتعادل في 11 وخسر في 6. فاز بالضربة القاضية في 71 نزالا.

## روابط خارجية
- تومي ريان على موقع بوكس ريك (الإنجليزية) (registration required)